# اسواتوفه
شهر اسواتوفه (به روسی: Сватове) در استان لوهانسک در کشور اوکراین واقع شده‌است. جمعیت این شهر ۱۹٬۴۹۵ نفر  است.